# Cantone di Étaples
Il Cantone di Étaples è una divisione amministrativa dell'arrondissement di Montreuil-sur-Mer.
A seguito della riforma approvata con decreto del 24 febbraio 2014, che ha avuto attuazione dopo le elezioni dipartimentali del 2015, è passato da 19 a 15 comuni.

## Composizione
I 19 comuni facenti parte prima della riforma del 2014 erano:
- Attin
- Bernieulles
- Beutin
- Bréxent-Énocq
- Camiers
- Cormont
- Estrée
- Estréelles
- Étaples
- Frencq
- Hubersent
- Inxent
- Lefaux
- Longvilliers
- Maresville
- Montcavrel
- Recques-sur-Course
- Tubersent
- Widehem

Dal 2015 i comuni appartenenti al cantone sono i seguenti 15:
- Bréxent-Énocq
- Camiers
- Cormont
- Cucq
- Étaples
- Frencq
- Lefaux
- Longvilliers
- Maresville
- Merlimont
- Saint-Aubin
- Saint-Josse
- Le Touquet-Paris-Plage
- Tubersent
- Widehem